# 리 (브랜드)
리(영어: Lee)는 1889년 캔자스주 설라이나에서 처음 생산된 미국의 데님 청바지 브랜드이다. 2019년부터 콘투어 브랜즈(Kontoor Brands)가 소유하고 있으며 2019년에 본사를 캔자스주의 메리엄에서 노스캐롤라이나주의 그린즈버러로 옮겼다. 캐주얼 의류 외에도 작업복을 생산하기도 하며 미국에 400명 이상의 직원을 두고 있다.